# ボートピア京都やわた
ボートピア京都やわた（ボートピアきょうとやわた）は、京都府八幡市にある競艇場外発売場である。

## 概要
ボートピア京都やわたは2007年4月12日に京都府初のボートピアとしてオープンした。
びわこ競艇場を中心に主に全国のSG・GI競走およびナイター競走など最大10場、場外発売している。SG及び全国発売GIレースが開催される時には大会名が書かれた巨大布が登場する。
ボートレース解説者が6人在籍しており、その内の5人は元ボートレーサーである（飯田佳江と津田富士男と木村隆と坂口愛と山本修次）。あと1人はボートレースびわこで予想屋をしていた予想師が予想を行う。

## アクセス
- 学研都市線（JR西日本）「松井山手駅」・京阪本線「石清水八幡宮駅」より無料送迎バスあり。

鉄道駅から離れた場所に位置するため無料大型駐車場が用意されている。

## 設備
鉄筋2階建てで、専用駐車場もある。
- 1階:一般席220席、指定席B（喫煙ブース近く禁煙76席、禁煙68席）

レストラン「ワンマーク食堂」がある。
- 2階:指定席A（23席）、特別室（2室）/定員6名

「プレミアムサロン悠游」…専任のコンシェルジュがスタンバイする。
- 「プレミアムサロン悠游」には「ROOM YODO 淀」（定員4名）「ROOM KIZU　木津」（ルームチャージ/定員6名）「ROOM KATURA 桂」（ルームチャージ/定員6名）の3種類がある。
- 指定席A・「プレミアムサロン悠游」には、専用駐車場がある。
- 授乳室、キッズルームも無料で利用できる。
- 窓口数は27窓（自動発売機16窓、自動発払機9窓、有人発払機2窓）
- 発売賭式は、3連勝単式、3連勝複式、2連勝単式、2連勝複式、拡大2連勝複式の5種類となっている。
- ボートピア京都やわたは、日本レジャーチャンネル(JLC)が建設段階から協力したこともあり、場内の中継用ディスプレイや2016年に交換されたチャンスボックスにはJLCのロゴタイプが掲出されている。

なおイズミヤ八幡店が隣接し、ラムー八幡店も近隣にある。
- 2020年4月1日から、喫煙ブースを除き全館禁煙となった。